# Willie Scott
Willie Scott (Gadsden, 22 maggio 1947) è un ex cestista statunitense.

## Carriera
Dopo quattro stagioni con Alabama State University venne selezionato al secondo giro del Draft NBA 1969 dai Baltimore Bullets, con cui non disputò però alcun incontro. Giocò invece in American Basketball Association con la maglia dei Dallas Chaparrals (i futuri San Antonio Spurs).
L'Alabama State University ha ritirato la sua maglia numero 32 nel 2011.